# Drinsko
Drinsko (cyr. Дринско) – wieś w Bośni i Hercegowinie, w Republice Serbskiej, w gminie Višegrad. W 2013 roku liczyła 50 mieszkańców.